# Alex Landi
Pour les articles homonymes, voir Landi.
Alex Landi (né le 28 septembre 1992 à New York) est un acteur et mannequin américain.
Il est surtout connu pour son rôle du Dr Nico Kim dans la série télévisée Grey's Anatomy (2018-) et celui de  Bret dans la série Walker (2021-).

## Biographie

### Carrière
En 2018, il rejoint la série Grey's Anatomy, créée par Shonda Rhimes à partir de la saison saison 15, dans le rôle récurrent du Dr Nico Kim, résident en chirurgie orthopédique aux côtés de Chris Carmack, Jake Borelli, Ellen Pompeo, Jesse Williams et Caterina Scorsone.
En avril 2019, il rejoint la série Insatiable créée par Lauren Gussis à partir de la saison 2, dans le rôle récurrent de Henri Lee, diffusée depuis le 10 août 2018 sur le service Netflix aux côtés de Dallas Roberts, Debby Ryan et Alyssa Milano. La série est inspirée de l'article de presse The Pageant King of Alabama du journaliste Jeff Chu, paru dans le magazine The New York Times, et qui raconte le parcours de Bill Alverson, un ancien avocat devenu coach dans des concours de beauté.
En 2020, il reprend le rôle du Dr Nico Kim lors du premier épisode de la saison 3 de la série Grey's Anatomy : Station 19 deuxième série dérivée de la série télévisée Grey's Anatomy, centré sur les pompiers de la caserne 19 créée par Stacy McKee.
En novembre 2020, Alex Landi rejoint la distribution de la série Walker, le reboot de la série télévisée Walker, Texas Ranger pour interpréter le rôle récurrent de Bret aux côtés de Jared Padalecki, Lindsey Morgan et Keegan Allen. La série développée par Anna Fricke (en) sera diffusée en 2021.

### Vie personnelle
Il est né à New York et a des origines coréennes et italiennes.

## Filmographie
Sauf indication contraire, les informations mentionnées dans cette section peuvent être confirmées par la base de données cinématographiques IMDb,  présente dans la section « Liens externes ».

### Télévision

#### Séries télévisées
- 2018-2022, 2024 : Grey's Anatomy : Dr Nico Kim (récurrent saisons 15 à 18, invité saison 20  - 30 épisodes)
- 2019 : Insatiable : Henri Lee (saison 2 - 4 épisodes)
- 2019 : American Housewife : Greg Otto (saison 4 - épisode 1)
- 2020 : Grey's Anatomy : Station 19 : Dr Nico Kim (3 épisodes)
- 2021 : Walker : Bret (récurrent)
- 2024 : Mr. Plankton (en) : John Na (récurrent)

#### Clips vidéos
- 2021 : Kiss me more de Doja Cat